# Doublage en cuivre

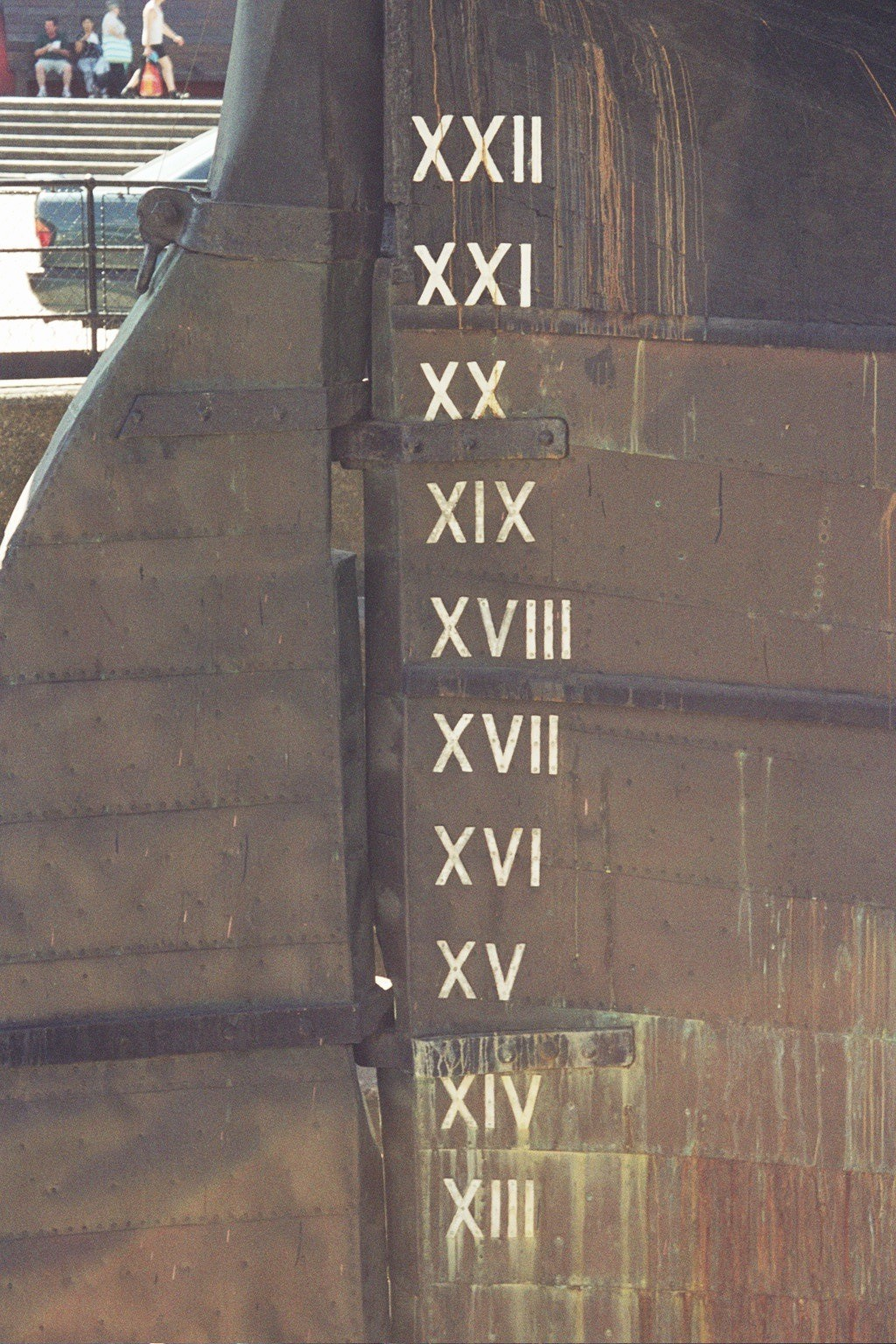
Graduations sur la coque du Cutty Sark, doublée avec du cuivre.

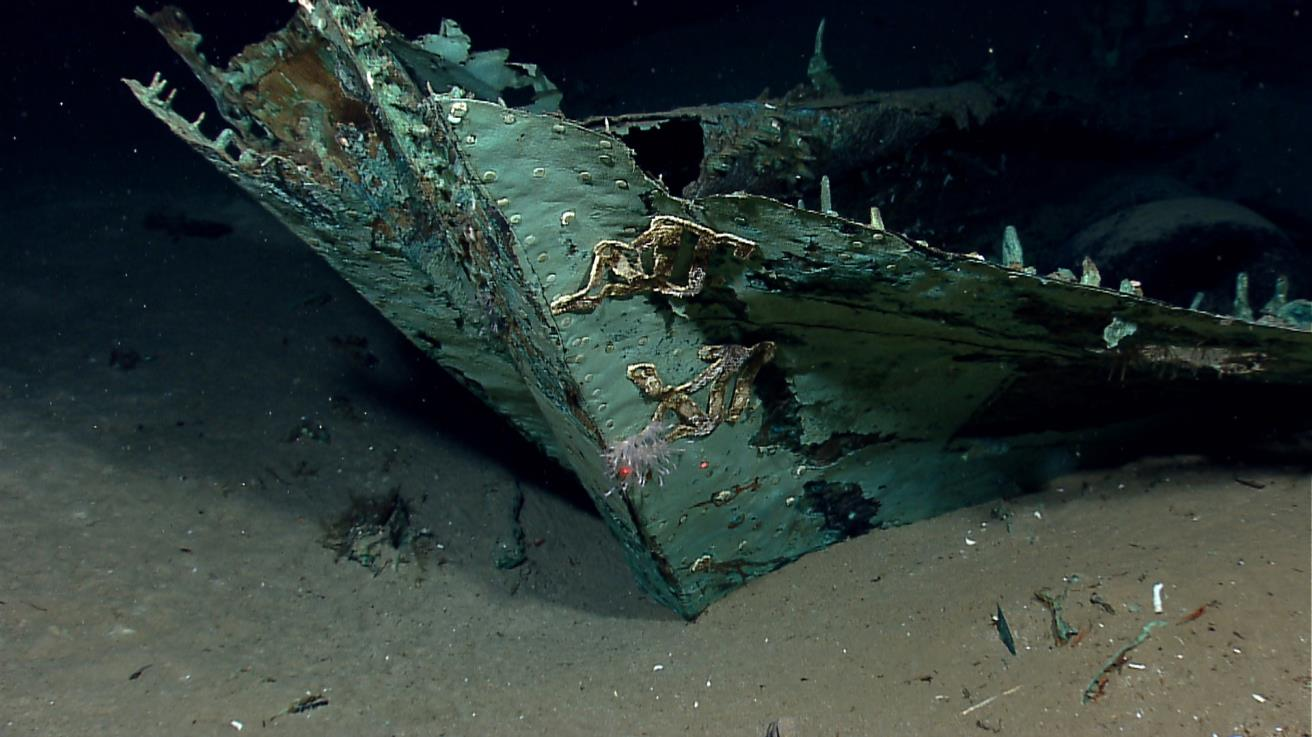
Étrave d'un navire recouvert de cuivre du début du XIXe siècle, retrouvé dans les eaux ultra-profondes du golfe du Mexique. La majeure partie du bois de la coque s'est désintégrée, mais le cuivre qui recouvrait la coque a conservé sa forme. La couleur vert-de-gris est due à l'oxydation (crédit photo : NOAA Okeanos Explorer Program).

Le doublage en cuivre d'une coque de navire est une méthode d'antifouling consistant en l'apposition de plaques de cuivre à l'extérieur des œuvres vives. 

## Histoire
Malgré quelques usages recensés au Ve siècle av. J.-C., la technique est mise en pratique pour la première fois dans la Royal Navy, peu avant la guerre d'indépendance des États-Unis, pour  prévenir les dommages causés par le taret commun. En 1761, la frégate HMS Alarm (en) est doublée de cuivre à titre d'expérience. Un second navire l'est en 1765, puis un troisième en 1770 et un cinquième en 1776. En 1777, on en est au neuvième. Mais très vite, un problème majeur apparaît. En effet, à l'époque, la corrosion aqueuse est un phénomène inconnu, et le cuivre du doublage réagit avec l'eau salée et les clous métalliques de la coque, détériorant ceux-ci en quelques années. L'amirauté remet alors en question la technique. Finalement, elle suggère aux chantiers navals d'utiliser des clous faits d'alliage et non de métal pur, ce qui résout le problème. Le doublage en cuivre est confirmé à partir de 1783. Un vaisseau de 74 canons nécessitait 14 tonnes de cuivre pour un coût de 1 500 livres sterling de l’époque à comparer au coût de 262 £ du bois. Les avantages de l'augmentation de la vitesse et de temps en mer justifiant les coûts impliqués. La flotte marchande britannique suit l'exemple de la flotte de guerre, un seul navire doublé est enregistré à la Lloyd's of London en 1777; 275 (soit 3 % de la marine marchande) en 1786 et 18 % de la flotte en 1816.
En France, ce n'est qu'à partir de 1778 que des essais sont menés. En effet, en juillet de cette année, la frégate Iphigénie ramène au port de Brest le cutter HMS Lively. doublé en cuivre. En juillet commence alors un chantier de doublage de la coque de l'Iphigénie à partir des données recueillies sur le cutter capturé. Le doublage fini, le navire est envoyé en Amérique, où, à son arrivée, le capitaine Kersaint se rend compte que le cuivre est altéré, voire percé en de nombreux endroits. Il renvoie alors en France un mémoire où il consigne ses remarques ainsi que quelques conseils relatifs aux changements à apporter à la technique utilisée. En octobre 1779, la frégate Surveillante rentre au port après un combat acharné contre le HMS Quebec. Ayant été doublée en mai de la même année, son désarmement donne lieu à de nouvelles plaintes concernant le doublage. Une nouvelle tentative est faite en décembre 1779 sur la Néréide, en recouvrant le cuivre d'une sorte de vernis. À son retour d'Espagne, la frégate est inspectée, et il s'avère que la partie de la coque doublée de cette manière a mieux résisté. Les navires suivants, doublés avec cette méthode, rapportent des observations contraires. Après quelques années et plusieurs expériences, on se rend enfin compte que le fer et le cuivre cohabitent très mal. Le problème est résolu en appliquant entre la coque et le doublage des enduits à base de suif et de goudron, isolation insuffisante, l'électrolyse des métaux provoqua rapidement la destruction de ces vaisseaux. Réalisées dès 1785, avec des œuvres vives chevillées en bronze, des bordés fixés par des gournables et des ferrures de gouvernail en bronze, les nouvelles constructions donnèrent finalement satisfaction.
La technique se généralise alors sur les navires de guerre de l'époque, jusqu'à ce que l'utilisation de la peinture antifouling ne la supplante.
Cette technique est encore, bien que rarement, utilisée de nos jours.